# Nunc sancte nobis spiritus
Nunc Sancte nobis Spiritus (lat. „Jetzt, Heiliger Geist“) ist ein christlicher Hymnus, gedichtet in ambrosianischen Hymnenstrophen, der traditionell dem heiligen Ambrosius von Mailand zugeschrieben wird. In ihm wird die Gegenwart des Heiligen Geistes erfleht.

## Liturgischer Ort
Der Hymnus wird vor allem in der Terz des Stundengebets gesungen. Dies geht auf die Apostelgeschichte zurück (Apg 2,15 ), nach deren Bericht die Jünger am Pfingsttag mit dem Heiligen Geist erfüllt wurden. Da die Jünger dabei den Umstehenden betrunken zu sein schienen, verteidigte Petrus sie mit ausdrücklichen Verweis auf die frühe Tageszeit, nämlich auf die dritte Stunde (entspricht 9 Uhr). Daher stellen christliche Hymnen und Gebete, die für diese Uhrzeit bestimmt sind, oft einen Bezug zum Kommen des Heiligen Geistes her.
Die Choralmelodie zum lateinischen Text dieses Hymnus wechselt durch das Kirchenjahr.

## Überlieferung
Der Hymnus findet sich bereits in einem Hymnar aus dem Ende des 8. Jahrhunderts.

### Lateinischer Text
| Lateinischer Text | Wörtliche Übersetzung |
| --- | --- |
| Nunc, Sancte, nobis, Spiritus, Unum Patri cum Filio, Dignare promptus ingeri Nostro refusus pectori. Os, lingua, mens, sensus, vigor Confessionem personent. Flammescat igne caritas, Accendat ardor proximos. Praesta, Pater piissime, Patrique compar Unice, Cum Spiritu Paraclito Regnans per omne saeculum. Amen. | Jetzt, Heiliger Geist, Eins mit dem Vater und dem Sohn, Lass dich willig zu uns nieder, Überströme unser Herz! Mund und Zunge, Herz, Sinn, Kraft Lasse das Bekenntnis klingen! In Feuer entflamme die Liebe, Glut erfasse auch die Nächsten! Gewähre (dies), treuester Vater, (Und) du Einziger, dem Vater gleich, Zusammen mit dem Beistand Geist Herrschend durch alle Zeit. Amen. |
| Alternativer Schluss | |
| Per te sciamus da Patrem, Noscamus atque Filium, Te utriusque Spiritum Credamus omni tempore! Amen. | Durch dich lass uns vom Vater wissen Und ebenso den Sohn erkennen Und uns an dich als beider Geist Glauben allezeit! Amen. |

Im Gebrauch als Hymnus kommen nur drei Strophen zum Einsatz. Die oberen drei Strophen stellen die Fassung dar, in der der Hymnus üblicherweise im Offizium gebraucht wird. Die jeweilige Schlussstrophe geht auf den Hymnus Veni creator spiritus zurück.

### Nachdichtung
Komm, Heil’ger Geist, vom ew’gen Thron,

eins mit dem Vater und dem Sohn;

durchwirke unsre Seele ganz

mit deiner Gottheit Kraft und Glanz.

Erfüll mit heil’ger Leidenschaft

Geist, Zunge, Sinn und Lebenskraft;

mach stark in uns der Liebe Macht,

dass sie der Brüder Herz entfacht.

Lass gläubig uns den Vater sehn,

sein Ebenbild, den Sohn, verstehn

und dir vertraun, der uns durchdringt

und uns das Leben Gottes bringt. Amen.